# Chrostosoma unxa
Chrostosoma unxa là một loài bướm đêm thuộc phân họ Arctiinae, họ Erebidae.